# اوهوس
شهر اوهوس (به سوئدی: Åhus) در ناحیه شهری کریتمسته در کشور سوئد واقع شده‌است. جمعیت این شهر حدود ۲۰٫۰۰۰  نفر است.